# Ріттіх Олександр Федорович
Олександр Федорович Ріттіх (рос. Александр Фёдорович Риттих; 1831 — по 1914) — генерал, картограф, етнограф і статистик Російської імперії.
Найбільш плідний вчений, що вивчав етнічний склад населення Російської імперії в 1860—1870 роки.

## Життєпис
У 1853 році здобув освіту у Миколаївській інженерної академії та в 1858 році освіту в Академії генерального штабу.
У 1862—1864 роках спостерігав в Мінській губернії за будівництвом і ремонтом православних церков і відкрив до 30 народних шкіл.
Під час Російсько-турецької війни 1877—1878 років завідував перевезенням поранених і хворих з театру війни; пізніше командував піхотною бригадою, потім дивізією.
У 1894 році вийшов у відставку у званні Генерал-лейтенанта.
Автор перших докладніших карт Східної Європи, які були довгий час основою знання про етнічні відносини на українській і сусідніх землях.

## Атлас та Етнографічна карта Європейської Росії

Етнографічна мапа європейської частини Російської імперії, укладена Олександром Ріттіхом та видана у 1875 році

Для українознавства має значення «Атлас народонаселення Західно-Руського краю за віросповіданнями» («Атлас народонаселения Западно-Русского края по исповеданиям»), який був опублікований 1864 р. Українські землі разом з білоруськими включили до складу так званого «Западно-Русского края». До цього ж утворення відносили і північно-східні польські землі. Атлас був підготовлений Олександром Ріттіхом в 1862—1864 роках. Масштаб: 15, 20, 40 верст в англійському дюймі. В атласі подана одна загальна «Карта народонаселення Західно-руського краю за віросповіданням» (виконана двома мовами — російською та французькою) і 9 карт народонаселення окремих губерній за віросповіданням (Могилівська, Вітебська, Мінська, Віленська, Гродненська, Ковенська, Київська, Подільська та Волинська губернії). На кожній з 9 губернських карт способом якісного фону показано релігійну приналежність населення (православні, католики, лютерани і т. д. На картах містяться таблиці конфесійного та національного складу населення. При складанні атласу автор залучив різноманітні джерела. Зокрема були використовував матеріали церковного обрахунку, адміністративно-поліцейських обчислень, праці та неопубліковані матеріали Петра Кеппена, а також так звані «огляди» (складені офіцерами Російського Генерального штабу).
1875 р., за наказом та дорученням Імператорського Російського географічного товариства, О. Ріттіхом була складена «Етнографічна карта Європейської Росії» («Этнографическая карта Европейской России»). Від карти Петра Кеппена вона відрізняється більшим масштабом і охопленням ширшої території (тут показані західні губернії Росії, Фінляндія і Закавказзя). Крім того, тут вперше виділені території переважного розміщення росіян, українців і білорусів. Масштаб 1:2 520 000 (60 верст у дюймі). Віддруковано в С. Петербурзі в картографічному закладі Олексія Ільїна.

Оцифрований фрагмент етнографічної мапи Ріттіха, на якому зображені етнографічні межі українців

Джерелом інформації для карти послужили матеріали ревізії 1858 р.; матеріали зібрані Петром Кеппеном, зокрема, невикористані ним церковно-приходські списки священиків та матеріали місцевих адміністративних обчислень, передані вченим Російському географічному товариству; результати «описів» офіцерів Генерального штабу 1860-х рр., зокрема описи західних губерній Російської імперії; списки населених пунктів, складені в ті ж роки Центральним статистичним комітетом Міністерства внутрішніх справ. З цього видно, що О. Ріттіх опинився у набагато кращому положенні при складанні етнографічної карти, оскільки зміг залучити найрізноманітніші джерела різного ступеня точності і достовірності.
Всього на карті показано 46 народів, що населяли теперішні території Європейської Росії, України, Білорусі, Молдови та частин Прибалтійських та Закавказьких країн. Серед слов'ян автор окремо виділяє такі етноси, як малоруси (українці), білоруси, великоруси (росіяни), болгари, поляки та ін. Відразу ж після виходу карти вона була відправлена на Міжнародний географічний конгрес у Францію, де була удостоєна найвищої нагороди. Але автору не вдалося уникнути багатьох неточностей. Всупереч даним ревізії українське населення материкової частини Таврійської губернії зараховане до великоросів. Ця так звана «помилка Ріттіха» пізніше потрапила в закордонні картографічні видання, що стало підставою для сумнівів в українському характері Північної Таврії на картах новоутворених держав 1918—1921 рр. На помилку було свого часу вказано класиком радянської та російської етнодемогафії В.Кабузаном.

## Важливі праці
- «Этнографическая карта славянских народностей» (П. 1874)[3],
- «Этнографическая карта Европейской России» (1:2.520.000; Санкт-Петербург, 1875)[3],
- «Ethnographie des rassischen Reiches» (Ґота 1878)[3],
- «Этнографический очерк Харьковской губернии» (X. 1879)[3]
- «Этнографическая карта Кавказа» (Санкт-Петербург, 1875)
- «Славянский мир» (текст и 42 карты, Варшава, 1885)
- А. Ф. Риттих. Карта западных и южных славян. 1885
- «Материалы для этнографии Царства Польского: Люблинская и Августовская губернии» (Санкт-Петербург, 1864)
- «Материалы для этнографии России: Казанская губерния» (Казань, 1870)
- «Австро-Венгрия, общая статистика» (Санкт-Петербург, 1874)
- «Материалы для этнографии России: Прибалтийский край» (Санкт-Петербург, 1875)
- «Барон Р. М. Таубе. 1808—1812 г.» // Русская старина, 1876. — Т. 17. — № 12. — С. 842—844
- «Apercu general des travaux ethnographiques en Russie pendant les trente dernieres annees» (Харьков, 1878)
- «Числовое отношение полов в России» (Харьков, 1879)
- «Этнографический очерк Харьковской губернии» (Харьков, 1879)
- «Переселения» (Харьков, 1882)
- «Еврейский вопрос в Харькове» (Харьков, 1882)
- «Ce que vaut la Russie pour la France» (Париж, 1887)
- «Русский военный быт» (Санкт-Петербург, 1893)
- «Русская торговля и мореходство на Балтийском море» (Санкт-Петербург, 1896)
- «Славяне на Варяжском море» (Санкт-Петербург, 1897)
- «Чехия и чехи» (Санкт-Петербург, 1897)
- «Современные дворянские вопросы» (Санкт-Петербург, 1897)
- «Славяно-французский конгресс в Париже в 1900 году» (Санкт-Петербург, 1899)
- «Восточный вопрос» (политико-этнографический очерк, Санкт-Петербург, 1898)
- «Четыре лекции по русской этнографии» (Санкт-Петербург, 1895)
- «Россия и ее моря. Краткая история Россия с морской точки зрения». (Санкт-Петербург, 1907 г. — совместно с адмиралом Александром Львовичем Бубновым)

та інші.